# Mario Tomić (rukometaš)
Mario Tomić (Zagreb, 22. lipnja 1988.), hrvatski je rukometaš. Osim hrvatskoga, ima i katarsko državljanstvo. 

## Karijera
Rođen je 22. lipnja 1988. u Zagrebu. Karijeru započinje kao vratar u Medveščaku, s kojim je igrao završnice Hrvatskog kupa 2006. i 2009.
Završio je srednju ekonomsku školu i stručni studij na Kineziološkom fakultetu u Zagrebu.
Dolaskom u Sisciju počinje igrati na mjestu kružnoga napadača te se ustaljuje na tom igračkom mjestu. Unatoč odličnim igrama u europskim natjecanjima (kvalifikacije za EHF Kup), zbog financijskoga sloma kluba 2012. odlazi u Katar, gdje potpisuje za Al Sadd.
Odbio je ponudu Zagreba za mjesto kružnoga napadača u ljeto 2015., zbog ugovorne obveze prema katarskom klubu.
Kao standardni igrač katarske reprezentacije, našao se i na širem popisu igrača za Olimpijske igre 2016., ali na kraju nije bio izabran u prvu momčad.
Nakon izbijanja diplomatske krize u Kataru početkom lipnja 2017. vraća se u Hrvatsku. Tri mjeseca kasnije potpisuje za našički Nexe, za koji je prvonastup ostvario 20. rujna na utakmici SEHA lige protiv Gorenja.